# Calzada Bayo CB-57
O Calzada Bayo CB-57 era um protótipo espanhol de fuzil de batalha em câmara de 7.62×51mm NATO. Três variantes diferentes foram projetadas em diferentes calibres para os militares espanhóis, mas nunca foram adotadas e muito poucos foram construídos.

## Design
A arma e seus protótipos de fuzis anteriores, o CB-51 e o CB-52, eram derivados do StG-44 e era contendor do CETME Modelo A, outro fuzil que competia pelo contrato militar espanhol após a Segunda Guerra Mundial. Inteligentemente, os fuzis CB levaram o design do alemão nazista StG-44 e ajustaram-no para uso mais moderno, já que muitos países tentaram expandir o armamento avançado alemão após a Segunda Guerra Mundial. A principal diferença entre os fuzis CB é a câmara, mas existem apenas algumas pequenas diferenças estéticas. O CB-57 também não tem uma pistola como o StG e, em vez disso, tem um estoque que serve como alça, como a carabina SKS. O CB-57 também não tem uma mortalha sobre o cano que também serve como guarda-mão. Caso contrário, os dois fuzis seriam quase idênticos. Ao contrário do StG, os fuzis CB eram apenas semiautomáticos (como a maioria dos fuzis de batalha), mas, ao contrário da maioria dos fuzis de batalha, utilizavam um design obsoleto ainda comprovado e se orgulhavam de carregadores de alta capacidade. Os fuzis CB originais eram ligeiramente diferentes do StG-44, mas quando o CB-57 apareceu, ele tinha praticamente exatamente o mesmo conjunto de parafusos que o StG-44.
O CB-57 foi um dos muitos protótipos concebidos para consideração pelo exército espanhol, no entanto, a Espanha eventualmente adotou o fuzil CETME, deixando o CB-57 como uma arma de fogo relativamente obscura, mas criativa. Poucos projetos do tipo StG foram produzidos desde a Segunda Guerra Mundial, e o fracasso dos fuzis CB fez pouco para aumentar a popularidade de fuzis de reprodução semelhantes em calibres modernos. Pouco se sabe sobre os fuzis CB porque o governo espanhol não divulgou muita informação sobre a história do CB-57 e seus protótipos anteriores, CB-51 e CB-52.

## Câmara

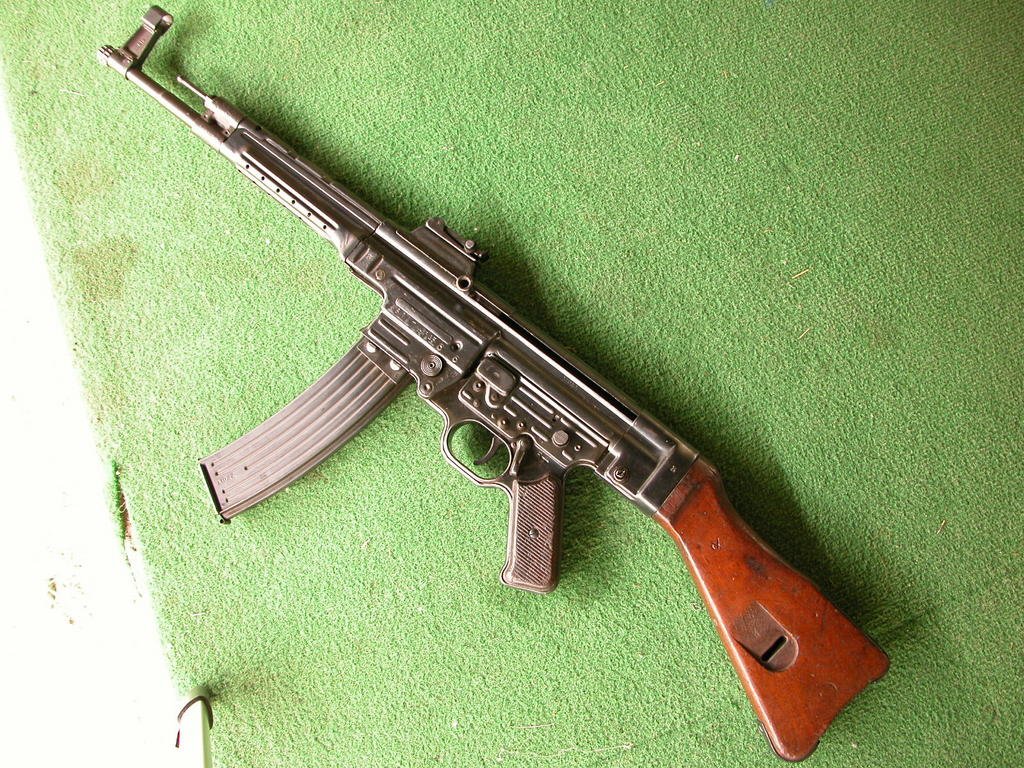
O fuzil de batalha CB-57 e seus derivados são baseados no fuzil de assalto alemão nazista similar, o Sturmgewehr-44.

A principal diferença dos fuzis CB e da Sturmgewehr são as câmaras. O StG foi reservado para o 7.92×33mm Kurz, um curto e poderoso cartucho intermediário. Enquanto o protótipo final, o CB-57, está equipado com o cartucho de fuzil de batalha muito mais poderoso .308, protótipos anteriores foram equipados com duas rodadas diferentes. O CB-51 foi reservado para o original 8×33mm Kurz, mas não foi usado em última análise porque era muito escasso para aplicação prática. O CB-52 foi produzido para uma rodada similar, 7,92×40mm, que foi um cartucho ligeiramente mais longo de 8×33 mm, que foi projetado para usar um muito longo, com uma bala leve muito longa na tentativa de atender aos requisitos de um alcance efetivo de 1000 metros e também um impulso de recuo reduzido. O produto final, o CB-57, realmente mudou para 7.62×51mm NATO para atender aos requisitos da OTAN.